# Lutzomyia incasica
Lutzomyia incasica är en tvåvingeart som först beskrevs av Llanos B. Z. 1966.  Lutzomyia incasica ingår i släktet Lutzomyia och familjen fjärilsmyggor.
Artens utbredningsområde är Peru. Inga underarter finns listade i Catalogue of Life.